# D.A.R.K.
DARK est un groupe de rock alternatif formé à New York début 2009. Il a été initialement fondé sous le nom de Jetlag par Olé Koretsky et Andy Rourke.

## Historique
D.A.R.K. est un groupe de rock alternatif originaire de New York, fondé au début de l'année 2009. À ses débuts, il porte le nom de Jetlag et réunit le musicien Olé Koretsky et Andy Rourke, ancien bassiste du groupe britannique The Smiths. En avril 2014, le groupe a commencé à enregistrer avec Dolores O'Riordan, chanteuse du groupe The Cranberries ,.  À la suite de cette collaboration, le groupe adopte le nom D.A.R.K.

## Album et activités
Le premier album du groupe, intitulé Science Agrees, paraît le 9 septembre 2016 sous le label Cooking Vinyl. En 2017, Olé Koretsky poursuit l’aventure musicale sous le nom de D.A.R.K. en duo avec DJ Wool, assurant les premières parties de la tournée de The Cranberries.

## Décès de membres
Le 15 janvier 2018, Dolores O'Riordan décède par noyade accidentelle à l’âge de 46 ans,. Le 19 mai 2023, Andy Rourke meurt d’un cancer du pancréas à l’âge de 59 ans.

## Discographie
- Science Agrees (9 septembre 2016)[7]